# 류재현 (아나운서)
류재현은 현 대한민국 KBS의 40기 기자이며, KBS 대구방송총국에서  지역근무 중이다.